# Armancourt (Oise)
Armancourt é uma comuna francesa na região administrativa de Altos da França, no departamento de Oise. Estende-se por uma área de 2,03 km². Em 2010 a comuna tinha 572 habitantes (densidade: 281,8 hab./km²).